# Bluecurve

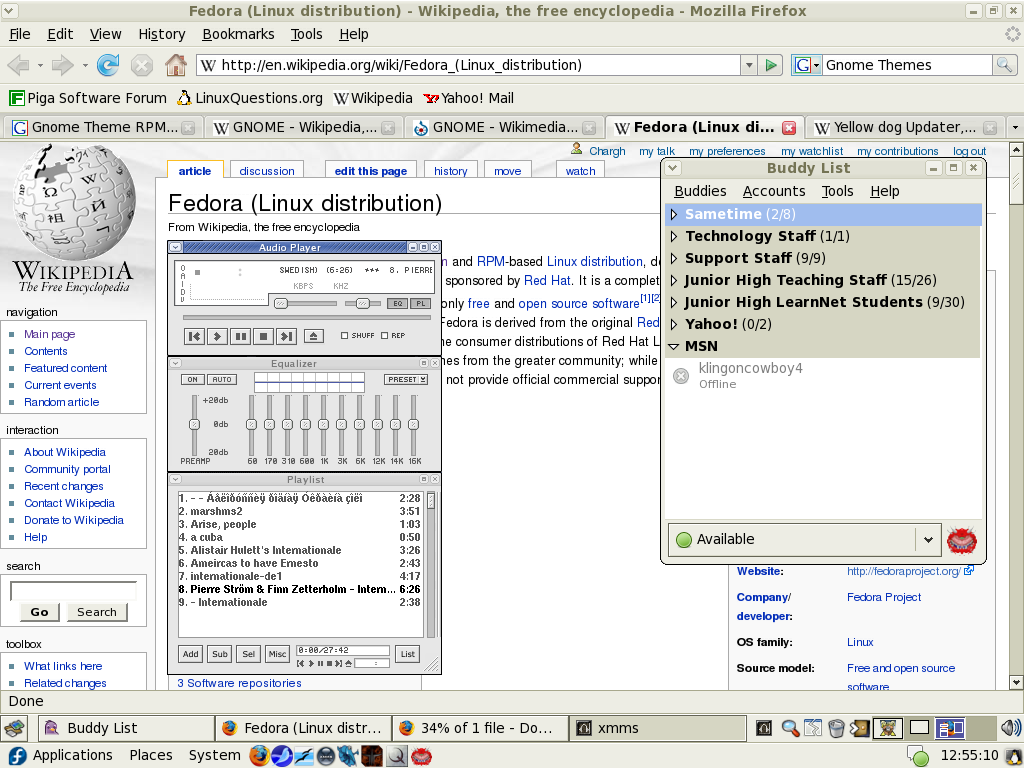
Bluecurve in uso su Fedora 7 a GNOME

Bluecurve è un tema grafico per i desktop GNOME e KDE creato dal Red Hat Artwork project. Lo scopo iniziale di Bluecurve era quello di creare un tema grafico che facesse risultare coerenti dal punto di vista visivo GNOME e KDE, i due più famosi desktop del tempo, e fornire supporto per vari standard di Freedesktop.org. È stato usato dai sistemi operativi Red Hat Linux (dalla versione 8.0) e  Fedora Core.
I bordi delle finestre grafiche di Bluecurve e i temi (widget) per le librerie grafiche GTK+ sono stati sostituiti con quelli di Clearlooks (prima in Fedora Core 4, poi in FC5). Tuttavia, i vecchi temi Bluecurve (Windowing system e widget per l'interfaccia grafica GUI) sono ancora installati di default e possono essere selezionati in Gestione tema (theme manager). Il set di icone Bluecurve rimane installato in Fedora 7, ma è stato sostituito come predefinito da Echo.
Il tema ha suscitato delle polemiche, legate soprattutto alle alterazioni apportate a KDE, sufficientemente severe da portare lo sviluppatore Bernhard Rosenkraenzer ad abbandonare Red Hat "per lo più in comune accordo — Io non voglio lavorare per danneggiare KDE, e loro non vogliono un dipendente che definisce la versione KDE di RHL 8.0 un qualcosa di oltraggioso".
Altre critiche incolpano Bluecurve per aver dato lo stesso aspetto ad entrambi i desktop anche se questi, sono ovviamente diversi sotto molti aspetti. Tale approccio è stato successivamente emulato da Mandrake Linux col suo tema "Galaxy", disponibile anch'esso per GNOME e KDE, e in Kubuntu 6.06 con il theme engine (motore di temi grafici) GTK-Qt abilitato di default.
Alcuni modder di GUI hanno realizzato temi che emulano quelli di Bluecurve su altri sistemi operativi, compreso Windows. Gli utenti possono inoltre sostituire le loro icone Windows di default con icone che emulano Bluecurve, usando l'applicativo IconPackager. Un tale set di icone può essere scaricato da WinCustomize.